# Karine Icher
Pour les articles homonymes, voir Icher.
Karine Icher (née le 26 janvier 1979 à Châteauroux) est une joueuse professionnelle de golf française. Quatre fois membre de l'équipe européenne de Solheim Cup, elle a remporté cinq tournois sur le circuit européen. Athlète olympique à Rio en 2016, elle termine à la 44e place du tournoi olympique.

## Biographie
Née à Châteauroux, Karine Icher commence le golf à l'âge de 9 ans grâce à une journée porte ouverte organisée au golf du Val de l’Indre à Villedieu-sur-Indre. Championne d'Europe amateur en 1998, elle devient championne du monde amateur par équipes en août 2000,. Elle passe professionnelle en septembre 2000 à l'âge de 21 ans. Évoluant d'abord sur le circuit européen féminin (LET) et remporte son premier tournoi le 3 juin 2001 sur l'Open d'Allemagne. Ses performances lui permettent de participer à la victoire européenne lors de la Solheim Cup 2002. Victorieuse sur le tournoi européen avec cinq victoires en quelques années, elle s'exile aux États-Unis en 2003 avec son fiancé Frédéric qui est également son caddie.
En 2005, Karine évolue également sur le circuit américain (LPGA) qu'elle termine en 30e position. S'imposant sur le circuit LPGA durablement, elle est l'une des seules golfeuses françaises à jouer saison après saison sur le plus prestigieux et lucratif circuit de golf féminin du monde.
En 2010, la golfeuse française multiplie les places dans le top 10. Deuxième à Danville, elle termine troisième à Guadalajara et manque de peu de remporter son premier tournoi professionnel sur le LPGA. Lors de la saison 2011, elle interrompt sa carrière sportive cinq mois pour donner naissance à la première fille prénommée Lola.
Deuxième de l'Open du Canada 2013, elle entre dans les vingt premières places du classement mondial et dans les dix premières places du classement de gains financiers américains. Golfeuse française la mieux classée, elle est la seule, homme et femmes confondus, à représenter la France dans les meilleures places mondiales,. Qualifiée pour disputer les Jeux olympiques de Rio de 2016, elle termine à la 44e place du tournoi olympique avec un score final de dix coups au-dessus du par.
En tête du premier tournoi majeur de la saison 2017, l'ANA Inspiration, Icher termine finalement à une belle dixième place. Participante pour la quatrième fois à la Solheim Cup en 2017, elle égale le record de participations pour une golfeuse tricolore à la compétition détenu par Gwladys Nocera. Elle remporte deux parties de foursomes associée à l'Écossaise Catriona Matthew avant de partager le point de sa partie individuelle contre Angel Yin (en).

## Résultats

### Tournois majeurs
| Tournoi            | 2001 | 2002 | 2003 | 2004 | 2005 | 2006 | 2007 | 2008 | 2009 | 2010 | 2011 | 2012 | 2013 | 2014 | 2015 | 2016 | 2017 | 2018 |
| ------------------ | ---- | ---- | ---- | ---- | ---- | ---- | ---- | ---- | ---- | ---- | ---- | ---- | ---- | ---- | ---- | ---- | ---- | ---- |
| ANA Inspiration    |      | T51  |      |      |      | T24  | T53  | CUT  |      | T56  | T41  | T35  | T19  | T46  | T11  | T32  | 10   | CUT  |
| LPGA               |      |      |      |      | CUT  | CUT  | CUT  | T46  | 74   | CUT  |      | T45  | CUT  | CUT  | T13  | CUT  | T29  | CUT  |
| US Open            | CUT  | CUT  |      | CUT  | T6   | T55  | T66  |      | T67  | CUT  |      |      | T20  | T22  | T56  | CUT  | CUT  | CUT  |
| Open britannique   | T60  | CUT  | CUT  |      | CUT  | T10  | T16  | CUT  | CUT  | T27  |      | T33  | T22  | T45  | CUT  | T25  | T23  |      |
| Evian Championship |      |      |      |      |      |      |      |      |      |      |      |      | CUT  | T27  | T20  | T30  | T70  |      |

### Solheim Cup
| 2002  | 0 | 0 | 1 | 0 | 0 | 0 | 1 | 0 | 1 | 1 | 0 | 2 | 1   |
| 2013  | 0 | 1 | 0 | 1 | 0 | 1 | 1 | 0 | 0 | 2 | 1 | 1 | 2,5 |
| 2015  | 1 | 0 | 0 | 0 | 0 | 1 | 1 | 0 | 0 | 2 | 0 | 1 | 2   |
| 2017  | 0 | 1 | 0 | 2 | 0 | 0 | 0 | 0 | 1 | 2 | 1 | 1 | 2,5 |
| Total | 1 | 2 | 1 | 3 | 0 | 2 | 3 | 0 | 2 | 7 | 2 | 5 | 8   |

## Palmarès

### Amateur
- Championne du monde par équipes en 2000
- Championne d'Europe par équipes en 1999
- Vice-championne d'Europe individuelle en 1999

### Professionnel

#### Solheim Cup
- Victoires avec l'Europe en 2002 et 2013

#### Victoires
- 2001 Palmerston Ladies German Open,
- 2001 Mexx Sport Open
- 2002 Caja Duero Open de Espana
- 2004 Catalonia Ladies Masters
- 2005 Catalonia Ladies Masters